# Gare d’Huriel
Gare d’Huriel vasútállomás Franciaországban, Huriel településen.

## Vasútvonalak
Az állomást az alábbi vasútvonalak érintik:
- Montluçon-Saint-Sulpice-Laurière-vasútvonal

## Kapcsolódó állomások
A vasútállomáshoz az alábbi állomások vannak a legközelebb:
- Gare de Lavaufranche
- Gare de Montluçon-Ville